# Östra Odarslöv
Östra Odarslöv är en småort i Odarslövs socken i Lunds kommun i Skåne.
Östra Odarslöv ligger på vägen mellan Lund och Getinge vid Kävlingeån som länge var en viktig handelsväg rakt igenom byn på väg mot nordöstra Skåne. Byn ligger cirka två kilometer öster om kyrkan vid Odarslöv.

## Historia
Här låg flera viktiga gästgiverier och under en tid på 1900-talet bensinmackar, lanthandlare, verkstäder och motell. Byn levde i hög grad på trafiken igenom byn men trafiken blev med åren allt tätare med höga olyckstal som följd och 1984 ersattes vägen med en nybyggd motortrafikled (senare 1993 ombyggd till motorväg) väster om byn, som därmed blev avlastad från trafik. Sista affären - Johanssons lanthandel - lades ner år 2000.

## Samhället
Byns byalag har en gemensam samlingslokal i den gamla hemvärnsgården.